# Agave Kruijssen
Agave Kruijssen, ook bekend als Agave Kruijssen-van Zantwijk (Haarlem, 1 oktober 1959) is een Nederlandse schrijfster en redacteur, voornamelijk bekend om haar historische kinder- en jeugdboeken. Ze legt zich toe op het toegankelijk maken van middeleeuwse en klassieke verhalen voor een jong publiek.

## Jeugd en opleiding
Kruijssen werd geboren in Haarlem. De eerste jaren van haar leven bracht ze, vanwege het werk van haar vader Rudolf van Zantwijk, door in Zuid-Amerika. Op vijfjarige leeftijd keerde ze terug naar Nederland. Na haar gymnasiumopleiding studeerde ze Nederlandse taal- en letterkunde aan de Rijksuniversiteit Groningen.

## Publicaties
In 1991 debuteerde ze met De avonturen van Roderik, een bundel met verhalen en gedichten rond een ridderfiguur. In 1995 volgde De man met het masker, of Elsabé Cruijck en het gevoel, dat zich afspeelt in de patriottentijd. Twee jaar later verscheen Het land van de leeuw (1997), over een jongen die zich in de vroege negentiende eeuw aansluit bij het leger van Napoleon.
Vanaf eind jaren negentig ontwikkelde Kruijssen haar kenmerkende stijl met de reeks Sprookverhalen, waarin zij oude volksverhalen en sagen herschreef in toegankelijke, eigentijdse taal. In deze serie verschenen onder meer Het lied van heer Halewijn (1999), Elegast (1999), Het ros Beyaart (1999), en Het Vrouwtje van Stavoren (2000), dat in 2001 werd bekroond met een Vlag en Wimpel van de Griffeljury. Andere titels binnen deze reeks zijn Reinout van Montalbaan (2000), Lancelot, ridder van de Ronde Tafel (2001), Walewein, ridder van de Ronde Tafel (2003), en De Vliegende Hollander (2004). De illustraties bij deze reeks werden merendeels verzorgd door Yvonne Jagtenberg.
In 2012 publiceerde ze De Keerzijde van de Keizer, over Theoderic, de jongste bastaardzoon van Karel de Grote. Met deze jeugdroman won ze in 2013 de Thea Beckmanprijs voor het beste historische jeugdboek.
Haar belangstelling voor het Arthurverhaal resulteerde in titels als Perceval en het geheim van de Graal, Merlijn, en Afscheid van Arthur. Ook bewerkte zij klassiekers zoals De scheepsjongens van Bontekoe en verdiepte zij zich in Willem van Oranje in Het hondje van de prins.
Haar boek Leonora, uit 2023, is haar eerste boek dat ze voor volwassenen schreef.